# ثنية الوداع
ثنية الوداع، الثنية في اللغة تعني الطريق في الجبل، وثنية الوداع يقصد بها الموقع التاريخي الواقع على مدخل المدينة المنورة، ويدل اسمها على أنها كانت مكان توديع المسافرين منها.

## الاختلاف في تحديد مكان الثنية
اتفق أغلب المؤرخين على وجود ثنيتين في المدينة المنورة، إحداهما على طريق الشام في الجهة الشمالية بالقرب من الباب الشامي، والثانية في الجهة الجنوبية على طريق مكة، وكلتاهما تسمى بثنية الوداع، وذلك لتوديع المسافرين عندها. والثنيتان هما:
1. الثنية التي تقع بعد الباب الشامي: وهي التي تقع عند مفرق طريق العيون وطريق الصحابي الكريم حمزة بن عبد المطلب وكان يقع عليها مسجد الثنية وهو مقابل جبل القرين في بداية طريق سلطانه
2. الثنية التي تقع بعد باب قباء: وهي التي تقع على طريق مسجد قباء ومقام عليها حاليا القلعة العثمانية.

ويبقى الاختلاف التاريخي قائما في تحديد أي من الثنيتين استقبل عندها الأنصار رسول الله ﷺ.

## تاريخ الثنيتين
- الثنية الشمالية: تقع قرب رابية صغيرة أقيم عندها مسجد صغير ثم أزيل وأزيلت الرابية ضمن مشروع تخطيط الطرقات.
- الثنية الثانية: تقع على طريق مكة، وهذه قديمة عرفت في العصر الجاهلي، وارتبطت معها أسطورة جاهلية أشاعها بعض اليهود والوثنيين، وكان الكثيرون يعتقدون بصحتها، وتقرر هذه الأسطورة أنه ينبغي على القادم إلى المدينة أن يقف عند هذه الثنية ويعشر قبل أن يدخلها، أي ينهق مثل الحمار، وإن لم يفعل ذلك أصابته حمى المدينة، وربما قتلته. وقد نقض الشاعر الجاهلي عروة بن الورد هذه الأسطورة، ورفض أن يعشّر ولم يصب بالحمى، فسقطت الأسطورة. وهذه الثنية أيضا هي المذكورة في الشعر الذي ترويه بعض كتب السيرة، وتقرر أن فتيات من الأنصار استقبلن به رسول الله صلى الله عليه وسلم قائلات:

طلـع البـدر علينا مـن ثنيات الوداع *** وجب الشكـر علينا مـا دعـا لله داع
وأغلب الظن أن هذه الرواية متأخرة، وليس في كتب الحديث الصحيح ما يعضدها. وقد دخلت هذه الثنية في شوارع المدينة بعد توسيعها. 

## ما ذكره المؤرخون

### تاريخ معالم المدينة المنورة قديماً وحديثاً
ثنية الوداع: ثنية، الوداع معروفة خارج باب الشامي، وهي ما بين مسجد الراية الذي على جبل ذباب ومشهد النفس الزكية. وروي أنه ما كان أحد يدخل المدينة المنورة إلا منها فإن لم يمر بها مات قبل أن يخرج لوبائها كما زعمت اليهود فإذا وقف عليها قيل قد ودع، فسميت ثنية الوداع فذلك يكون اسماً جاهليا لها وهو الأشهر.
وقال عياض: هي موضع بالمدينة المنورة على طريق مكة مسمى به الآن الخارج فيها يودعه مشيعه وقيل: بل لوداع النبي بعض المسلمين المقيمين بالمدينة المنورة في بعض خرجاته وقيل: ودع فيها بعض سراياه.
وثنية الوداع اليوم هي الموضع المرتفع الذي يقع خلف محطة (أبو العلا) خارج باب الشامي ويسمى (القرين) ويقال له: كشك يوسف باشا، ويوسف باشا هو الذي نقر الثنية ومهد طريقها رحمه الله في حدود عام1214هـ والله أعلم.

### المغانم المطابة في معالم طابة
ثَنِيَّةُ الوَدَاع، بفتح الواو، [وهو] اسمٌ من التَّوديع، وهي ثَنِيَّةٌ مُشرفةٌ على المدينة، يطؤها مَنْ يريد مكة، وقيل: مَنْ يريد الشام.
واختُلف في تسميتها بذلك، فقيل: لأنَّها موضع وداع المسافرين من المدينة إلى مكة.
وقيل: لأنَّ النبي صلى الله عليه وسلم ودَّع بها بعض من خلَّف بالمدينة في آخر خرجاته، وقيل: في بعض سراياه المبعوثة عنه. وقيل: الوداع اسم وادٍ بالمدينة. والصَّحيحُ: أنَّه اسمٌ قديمٌ جاهليٌّ، سُمِّي لتوديع المسافرين.
هكذا قال أهل السِّيَر والتاريخ، وأصحاب المسالك: إِنَّها من جهة مكة. وأهل المدينة اليوم يظنُّونها من جهة الشَّام، وكأنهم اعتمدوا قول ابن قَيِّم الجوزية في (هَدْيه) فإنه قال: من جهة الشَّام ثنيَّات الوداع، ولا يطؤها القادم من مكة البتةَ. 
ووجه الجمع: أنَّ كلتا الثَّنيتين تسمَّى ثنيات الوداع، والله أعلم.
مُدَرَّجٌ: بفتح الراء، مِنْ: دَرَّجَه إلى كذا: إذا رفعه دَرجةً بعد درجةً. وهو اسمٌ مُحَدثٌ لثنيَّة الوداع.

### عمدة الأخبار
ثنية الوداع: بفتح الواو، وهي اسم من التوديع وهي ثنية مشرفة على المدينة يطؤها من يريد مكة، وقيل من يريد الشام، واختلف في تسميتها بذلك فقيل: لأنها موضع وداع المسافرين من مكة وقيل: لأن النبي صلى الله عليه وسلم ودع بها بعض من خلفه بالمدينة، وقيل: لتوديع النساء التي استمتعوا بهن عند رجوعهن من خيبر، وفي رواية عند خروجهن إلى تبوك، وكان رسول الله صلى الله عليه وسلم ضرب عسكره حينئذ عليها وفي رواية ما كان أحد يدخل المدينة إلا يعشر فإن لم يعشر بها مات قبل أن يخرج لو بائها كما زعمت اليهود فإذا وقف عليها قيل: قد ودع، فسميت ثنية الوداع، فيكون اسماً جاهلياً لها وهو الأشهر، والصحيح أنه اسم قديم جاهلي سمي لتوديع المسافرين، قال أهل السير والتاريخ وأصحاب المسالك: أنها من جهة مكة، وأهل المدينة اليوم يظنونها من جهة الشام، وكأنهم اعتمدوا على قول ابن القيم فإنه قال من جهة الشام ثنيات الوداع ولا يطؤها القادم من مكة البتة ووجه الجمع أن كلتي الثنيتين تسمى ثنيات الوداع والله أعلم، وهي المعروفة اليوم شامي المدينة خلف سوقها القديم بين مسجد الراية الذي على باب ذباب ومشهد النفس الذكية قرب سلع، وممن جعلها جهة مكة القاضي عياض (1).

### الشيخ عبد الجليل أفندي برادة
- ثنية الوداع: هي الموضع الذي عليه القرين التحتاني، ويقال له أيضاً كشك يوسف باشا، ويوسف باشا الذي نقر الثنية، ومهد طريقها في حدود سنة 1214 هـ.[7]

### الروض المعطار في خبر الأقطار
ثنية الوداع: عن يمين المدينة أحسب أنه كان الخارج من المدينة يودعه المشيع من هناك، ولما ورد رسول الله صلى الله عليه وسلم المدينة في الهجرة لقيته نساء الأنصار يقلن:
طلع البدر علينا من ثنيات الوداع *** وجب الشكر علينا ما دعـا لله داع

### معجم معالم الحجاز
ثنية الوداع: بفتح الواو وهو اسم من التوديع عند الرحيل، 
- قال ياقوت: وهي ثنية مشرفة على المدينة يطؤها من يريد مكة، واختلف في تسميتها بذلك، فقيل: لأنها موضع وداع المسافرين من المدينة إلى مكة. وقيل لأن النبي صلى الله عليه وسلم ودع بها بعض من خلفه بالمدينة في آخر خرجاته، وقيل: في بعض سراياه المبعوثة عنه، وقيل: الوداع اسم وادي بالمدينة، والصحيح أنه اسم قديم جاهلي، سمي لتوديع المسافرين.

قال البلادي: ويشهد على قدمه ما روي أن بنات الأنصار خرجن يوم قدم رسول الله صلى الله عليه وسلم مهاجراً، وهن يغنين:
طلع البدر علينا *** من ثنيات الوداع
وجب الشكر علينا *** ما دعا لله داع
أيها المبعوث فينا *** جئت بالأمر المطاع
- وهي ثنية من سلع، على طرفه الشرقي الشمالي، منها الطريق إلى العيون (الغابة) وسلطان، ومنها الطريق إلى العلا المار بوادي الحمض.[10]
- الثنيتين هي التي عناها الولائد الأنصاريات في نشيدهن الابتهاجي بقدوم الرسول صلى الله عليه وسلم إلى المدينة.[11]

طلع البدر علينـا من ثنيات الوداع *** وجب الشكر علينا ما دعـا لله داع
- والدلائل القوية التي ساقها السمهودي تجعلنا نرجح أنّ الثنية المقصودة بدخول النبي صلى الله عليه وسلم إلى المدينة منها هي الثنية الشامية.

ومن الطرائف ما ذكره صاحب «مرآة الحرمين» من أن ذوات الحذور أنشدن عند قدوم النبي صلى الله عليه وسلم هذين البيتين:
أشــرق البدر علينــا *** واختفت منه البدور
مثل حسنك ما رأينا *** قط يا وجه السرور
فهل خفي على إبراهيم باشا رفعت ما يحمله هذان البيتان من أثقال الركاكة العامية فنسبها إلى عصر كانت تفيض فيه البلاغة الشعرية على ألسنة العرب بالسليقة؟ أم إنه أوردهما اعتماداً على رواية ملفقة لا أصل لها؟ اللهم لا ندري أي ذلك كان!! ولكننا ندري بأن البيتين المذكورين ليسا من شعر ذلك العهد الزاهر بتاتاً.
آثار المدينة المنورة 
اختلفت المؤرخون في حقيقة المكان المسمى بثنية الوداع حتى وصل الاختلاف ببعضهم إلى القول بأنها بمكة وانقسم الذين يرون أنها بالمدينة إلى فريقين: 
1. فريق يقول إنها: المدرج الذي ينزل منه إلى بئر عروة بالجنوب الغربي للمدينة .
2. فريق يقول إنها: «المعروفة بذلك في شامي: (شمالي) المدينة بين مسجد الراية الذي هو على جبل ذباب، ومشهد النفس الزكية يمر فيها المارين صدين مرتفعين قرب سلع». وبهذا الرأي جزم السمهودي وقد حاول تفيند كل رأي يخالفه .. على أنا نقول: أما إثباته أن هذه الثنية التي بين هضبة سلع هي ثنية الوداع فذلك ما لا نعارضه فيه، لأنه مقبول ومعقول، وعليها دلائل علمية متوافرة، غير أن محاولة دحضه وإنكاره لتسمية المدرج بثنية الوداع فيه ما فيه، خصوصاً وقد تضافرت تصريحات جماعة من العلماء الأعلام قديماً وحديثاً على تسميته بثنية الوداع أيضاً.

وكما أن أهل المدينة كانوا يودعون المسافر منها إلى ناحية الشام من الثنية التي أن هي بطريق الشام فكذلك لهم أن يودعوا المسافر إلى جهة مكة من الثنية الواقعة بطريق مكة، ويحق لكل من الثنيتين بهذا النظر أن تسمى ثنية الوداع لقيام معنى الثنية الذي هو الطريق في الجبل والوداع بكل منهما ولاشتراكهما فيه فكلتاهما مركز لتوديع المسافرين .
هذا وكان الصد (الهضبة التي بشرقي ثنية الوداع الشامية) ثكنة عسكرية اليوم وهي التي أشار إليها الشيخ إبراهيم فقيه. وأما صدها الغربي فخال من أي بناء حين ألّف هذا الكتاب. وكان مرتاداً للمتنزهين في ساعات الأصائل الجميلة لاحتجاب الشمس في هذه الأوقات وراء سلع من جهة، ولإشراف هذا الموقع على المدينة وعلى أكثر ضواحيها وبساتينها وجبالها النائية والقرية من جهة أخرى.
أما ثنية الوداع التي هي في طريق مكة فتشرف على وادي العقيق وتحيط بها الحرة من كل جانب: 
وإحدى الثنيتين هي التي عناها الولائد الأنصاريات في نشيدهن الابتهاجي بقدوم الرسول صلى الله عليه وسلم إلى المدينة.